# Ennsaltarme bei Niederstuttern
Ennsaltarme bei Niederstuttern este o arie protejată (arie specială de conservare — SAC, sit de importanță comunitară — SCI) din Austria întinsă pe o suprafață de 69,62 ha, integral pe uscat.

## Localizare
Centrul sitului Ennsaltarme bei Niederstuttern este situat la coordonatele 47°30′48″N 14°04′55″E / 47.5133°N 14.082°E.

## Înființare
Situl Ennsaltarme bei Niederstuttern a fost declarat sit de importanță comunitară în iulie 1998 pentru a proteja 5 specii de animale. Situl a fost protejat și ca arie specială de conservare în iulie 2006.

## Biodiversitate
Situată în ecoregiunea alpină, aria protejată conține 5 habitate naturale: Lacuri eutrofice naturale cu vegetație de tip Magnopotamion sau Hydrocharition, Pajiști cu Molinia pe soluri calcaroase, turboase sau argilos-nămoloase (Molinion caeruleae), Liziere de ierburi înalte hidrofile de câmpie și de nivel montan până la alpin, Fânețe de joasă altitudine (Alopecurus pratensis, Sanguisorba officinalis), Păduri aluvionare cu Alnus glutinosa și Fraxinus excelsior (Alno-Padion, Alnion incanae, Salicion albae).
La baza desemnării sitului se află mai multe specii protejate:
- păsări (3): cristeiul de câmp (Crex crex), presură de stuf (Emberiza schoeniclus), mărăcinar (Saxicola rubetra)
- amfibieni (1): izvoraș-cu-burta-galbenă (Bombina variegata)
- pești (1): zglăvoacă (Cottus gobio)

Pe lângă speciile protejate, pe teritoriul sitului au mai fost identificate 7 specii de plante, 1 specie de pești.